# Барсилы
Барсилы (берсилы, баслы, берсула)  —  средневековое племя, родственное хазарам и булгарам либо тесно связанное с ними. Средневековые армянские авторы упоминают барсил в качестве врагов Кавказской Албании в связи с событиями II — IV вв. Однако достоверность этих данных признаётся не всеми исследователями.
После нашествия гуннов барсилы становятся известны в Предкавказье. В VI веке упоминаются среди народов, подчинённых псевдоаварами. В сер. VII века их кочевья занимали район низовий Волги, так называемый «Чёрный остров», откуда их теснили хазары. Старшая жена хазарского кагана в это время принадлежала к племени барсил.
Позднее ушли в Среднее Поволжье. В источниках IX века (Ибн Русте, Гардизи и др.) упоминаются как одна из трёх групп волжских булгар.
Кроме этнонима «барсил» средневековые источники знают также страну Берсилию, или, в арабском варианте, ал-Баршалию, которая выступает исходным пунктом экспансии хазар в Европе. Наиболее подробное указание на её местоположение приводится у историка Михаила Сирийского (XII в.):
Два других брата пришли в «страну алан, называемую Берсилия, в которой римлянами были построены города Каспия, называвшиеся вратами Turaye [Дербент]»
Византийские авторы называют Берсилию «самой дальней областью Первой Сарматии» (Феофан) или областью «рядом с Сарматией» (Никифор). Арабский историк ал-Белазури помещает её к северу от Дербента. По мнению современных историков, эти данные, скорее всего, указывают на область Северного Дагестана — либо же, если принимать во внимание сообщение «Армянской географии», где барсилы также увязаны с Сарматией, но помещены в Поволжье, речь идёт о более широком регионе северного Прикаспия.
Относительно этнической принадлежности барсил в историографии существуют две точки зрения. В пользу обеих есть весомые аргументы, но в силу недостатка исторических и отсутствия лингвистических материалов окончательно предпочесть одну другой невозможно. Одни исследователи (А. П. Новосельцев, А. В. Гадло) считают барсил частью местного иранского населения, в пользу чего свидетельствуют их ранние упоминания, и указание Михаила Сирийского на страну алан как на их родину. Другие учёные рассматривают барсил как тюркскую группу, а упоминания о них в догуннское время считают анахроничными. Сторонники данной версии (М. И. Артамонов, С. Г. Кляшторный) исходят из указания на близкую связь барсил с хазарами, а также из данных ряда средневековых генеалогий, где барсилы помещаются в круге тюркских этносов. Веским дополнительным свидетельством в пользу данной версии являются эпитафии на Тесинской и Терхинской стелах (северная Монголия, VIII век), где барсилы упоминаются как огузское (тюркское) племя и фигурирует их вождь Беди Берсил, живший в середине VI века, в эпоху тюркского кагана Бумына .